# Pancerniki projektu A-150
Okręty projektu A-150, określane także jako pancerniki typu Super Yamato – projekt japońskiego typu pancernika z okresu II wojny światowej. Prace nad nim rozpoczęły się w latach 1938–1939, projekt był w większości gotowy w 1941 roku. Jednak zmiana priorytetów i zapotrzebowanie na inne klasy okrętów spowodowały, że prace nad projektem A-150 zostały wstrzymane i nie położono stępki żadnej jednostki. Gdyby ich budowę ukończono, byłyby najsilniej uzbrojonymi pancernikami w historii, ponieważ ich uzbrojenie miało się składać z sześciu dział kal. 510 mm oraz wielu dział mniejszych kalibrów.

## Projekt

### Pierwotny projekt
Pierwsze prace nad projektem A-150 zakładały zbudowanie jednostek uzbrojonych w osiem dział kal. 510 mm umieszczonych w dwóch czterodziałowych lub dziewięć dział tegoż kalibru w trzech trzydziałowych wieżach artyleryjskich. W latach 1920–1921 pomyślnie zakończono próby skonstruowania dział kal. 460 mm, co upewniło Japończyków, że budowa dział kal. 510 mm jest możliwa. Zakładano również, że nowe okręty będą osiągały prędkość maksymalną 30 węzłów, co miało je uczynić szybszymi od amerykańskich pancerników typu North Carolina, mających według danych japońskiego wywiadu prędkość 27 węzłów. Jednak pierwotne plany zostały zweryfikowane, gdy testy wykazały, że wyporność takich okrętów osiągnie około 90 000 ton. Uważano, iż okręty tych rozmiarów będą zbyt duże i zbyt drogie.

### Końcowy projekt
Studialne prace projektowe zostały podjęte po ukończeniu planów okrętów typu Yamato, prawdopodobnie w latach 1938–1939. Koncentrowały się na konstrukcji pancernika o wyporności podobnej do poprzedników. Ponieważ Japończycy spodziewali się, iż pomimo zachowania ścisłej tajemnicy Amerykanie będą mogli zdobyć prawdziwe charakterystyki jednostek typu Yamato (przede wszystkim fakt uzbrojenia tych okrętów w działa kal. 460 mm), użycie dział kal. 510 mm było istotne dla japońskiej doktryny wojny morskiej, zakładającej, że każdy japoński okręt powinien mieć w bezpośredniej konfrontacji przewagę nad swoim amerykańskim przeciwnikiem. Planowano, iż okręty projektu A-150 będą stanowiły ripostę na amerykańską odpowiedź na okręty typu Yamato.
Zasadniczo prace projektowe zostały zakończone w 1941 roku. Jednak większość dokumentów i wszystkie plany jednostek typu A-150, podobnie jak plany okrętów typu Yamato, zostały zniszczone pod koniec wojny, na skutek czego pełna specyfikacja pancerników nie jest znana. Wiadomo, że miały mieć znacznie większą siłę ognia w porównaniu do poprzedników: artyleria główna miała się składać z sześciu dział kal. 510 mm umieszczonych w trzech wieżach dwudziałowych, zaś artyleria uniwersalna z licznych dział kal. 100 mm. Wyporność miała wynosić około 70 000 długich ton (ts) (według jednego ze źródeł taką wartość miała osiągać wyporność normalna), długość całkowita około 263 m, zaś szerokość maksymalna około 39 m. Burtowy pas pancerny miał prawdopodobnie mieć grubość 460 mm. Japońskie huty nie mogły wyprodukować stali pancernej o takiej grubości, dlatego planowano zastosowanie dwóch warstw o takiej łącznej grubości, zmniejszało to jednak efektywność pancerza w porównaniu do pojedynczej płyty. Pozostałe dane dotyczące planowanego opancerzenia są nieznane, ale historycy marynarki są zdania, że miało ono przewyższać parametrami pancerz typu Yamato.

### Uzbrojenie
Pomimo tego, iż nie ma szczegółowych danych na temat uzbrojenia, zwłaszcza mniejszych kalibrów, jest pewne, że główne uzbrojenie okrętów projektu A-150 miało się składać z sześciu dział kal. 510 mm, o długości lufy wynoszącej 45 kalibrów, umieszczonych na osobnych łożach w dwudziałowych wieżach. Wzorem pancerników typu Yamato dwie wieże miały znajdować się na dziobie, w superpozycji, trzecia na rufie. Byłyby to działa o największym kalibrze kiedykolwiek zastosowanym w pancernikach i krążownikach liniowych, przewyższające działa o kalibrze 460 mm zastosowane na jednostkach typu Yamato. Do 1941 roku przynajmniej jedno działo kal. 510 mm było budowane w arsenale w Kure. Były gotowe także szczegółowe plany wież artylerii głównej. Miały ważyć 2780 ton każda i mogłyby się obracać z prędkością 2 stopni na sekundę. Zakres obrotu wynosił po 120 stopni na każdą burtę od osi okrętu. Samo działo miało mieć maksymalną szybkostrzelność 1 do 1,5 pocisku na minutę. Zakres kątów podniesienia to od –5 do 45 stopni, maksymalna prędkość zmiany elewacji 10 stopni na sekundę. Waga pojedynczego działa miała wynosić 227 ton, długość całkowita 23,56 metra, długość części gwintowanej 22,84 metra. Pocisk przeciwpancerny miał ważyć około 1900–2000 kilogramów, a pocisk burzący 1858 kg. Masa ładunku miotającego miała wynieść 480 kg.
Planowano uzbrojenie okrętów w artylerię średniego kalibru złożoną z licznych dział uniwersalnych kal. 100 mm, o długości lufy 65 kalibrów, ale brakuje szczegółowych danych na ten temat. Było to najlepsze działo przeciwlotnicze produkowane przez Japonię w okresie II wojny światowej, zastosowane na lotniskowcu „Taihō”, krążowniku „Ōyodo” oraz niszczycielach typu Akizuki, wypadające bardzo korzystnie na tle podobnych konstrukcji innych państw. Miało wysokie parametry prędkości wylotowej (1010 m/s) i szybkostrzelności (15–21 strzałów na minutę), co powodowało jednak spadek żywotności lufy do około 350–400 strzałów, w porównaniu do 4600 strzałów dla zbliżonej amerykańskiej armaty uniwersalnej Mark 12 kal. 127 mm. Masa lufy z zamkiem wynosiła 3053 kg, długość lufy 6730 mm, masa pocisku 13 kg, ładunku miotającego 6 kg. W przypadku prowadzenia ognia przeciwlotniczego, przy podniesieniu 90 stopni zasięg maksymalny wynosił 13 000 metrów, zasięg skuteczny to 11 000 metrów.
W książce Battleships: Axis and Neutral Battleships in World War II autorzy William H. Garzke i Robert O. Dulin twierdzą, że okręty projektu A-150 miały być najsilniej uzbrojonymi pancernikami w historii (ang. most powerful battleships in history) ze względu na niespotykanie wielki kaliber dział głównego kalibru i użycie licznej uniwersalnej artylerii średniego kalibru.

## Budowa
Pomimo że na początku 1941 roku prace projektowe nad planami okrętów projektu A-150 były bliskie ukończenia, w związku z coraz bardziej prawdopodobnym zaangażowaniem Japonii w wojnę ze Stanami Zjednoczonymi priorytetem stoczniowym stała się budowa nowych lotniskowców, krążowników i jednostek mniejszych klas. Oba planowane pancerniki projektu A-150 otrzymały prowizoryczne numery budowy 798 oraz 799 i zostały włączone do programu budowy okrętów na rok 1942. 798 miał być budowany w tym samym doku w Yokosuce, w którym były prowadzone prace nad „Shinano”, natomiast 799 miał być budowany w Kure w tym samym doku, w którym wcześniej budowano „Yamato” po tym, gdy zwolniono by go wodując czwartą jednostkę typu, okręt numer 111 (którego nigdy nie ukończono). Stępki obu okrętów miały być położone pod koniec 1941 lub na początku 1942 roku, zwodowane miały być na przełomie lat 1944/45 i ukończone w 1946/47 roku. Jednak zmiana sytuacji wojennej po klęsce japońskich lotniskowców w bitwie pod Midway spowodowała całkowite zarzucenie prac nad wielkimi pancernikami.